# Drymaria debilis
Drymaria debilis là loài thực vật có hoa thuộc họ Cẩm chướng. Loài này được Brandegee mô tả khoa học đầu tiên năm 1889.